# گیرمای گبرسلاسی

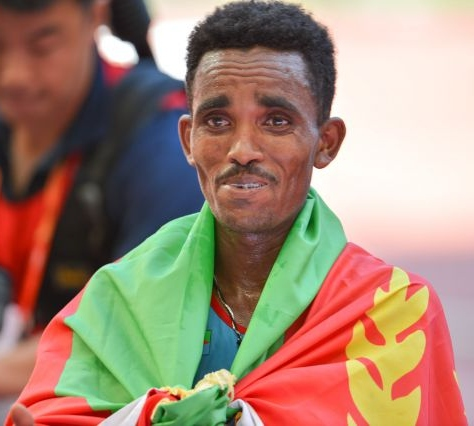
گیرمای گبرسلاسی - ۲۰۱۵

گیرمای گبرسلاسی (انگلیسی: Ghirmay Ghebreslassie) یک دونده ماراتن اهل اریتره است. از افتخارات وی می‌توان به کسب مدال طلا دو ماراتن در ۲۰۱۵ پکن اشاره کرد.